# Sueños de Dalí
Sueños de Dalí es el primer álbum de estudio de la cantante chilena-estadounidense Paloma Mami. Fue publicado el 18 de marzo de 2021 bajo el sello discográfico Sony Music Entertainment US Latin LLC. La música del álbum combina diversos géneros, como R&B, trap, soul y reggaeton.
El álbum cuenta con más de 207 millones de reproducciones en Spotify. El 24 de agosto de 2021, el álbum apareció dentro de la lista de los 25 mejores álbumes latinos de la revista Billboard. El álbum debutó en el puesto número 7 de Spotify y en el número 1 en iTunes durante su semana de estreno. 
Gracias a al impacto del lanzamiento del álbum, Paloma Mami logró convertirse en la primera artista latina femenina y primer artista de nacionalidad chilena en obtener la certificación oro un álbum en solitario certificada por RIAA. Asimismo, fue nominada a múltiples premios incluyendo Mejor Nuevo Artista en los Latin Grammys de 2021.

## Canciones
El álbum cuenta con 11 canciones, que suman un total de 28 minutos y 34 segundos.

| Sueños de Dalí |                       |          |  |
| N.º            | Título                | Duración |  |
| 1.             | «Mi Palomita (Intro)» | 1:30     |  |
| 2.             | «For Ya»              | 2:27     |  |
| 3.             | «Goteo»               | 2:39     |  |
| 4.             | «Frenesí»             | 3:13     |  |
| 5.             | «Religiosa»           | 2:40     |  |
| 6.             | «Dreams (Interlude)»  | 2:41     |  |
| 7.             | «Mami»                | 3:14     |  |
| 8.             | «RDMDA»               | 2:50     |  |
| 9.             | «I Love Her»          | 2:18     |  |
| 10.            | «Traumada»            | 2:27     |  |
| 11.            | «Que Wea»             | 2:35     |  |
| 28:34          |                       |          |  |